# Bodoni
Bodoni（ボドニ）は、イタリアの印刷工、ジャンバッティスタ・ボドニ (Giambattista Bodoni, 1740-1813) によってデザインされたセリフ体の欧文書体。モダン・フェイスに分類される。
画の太さを均一に保つなど、幾何学的に構成されており、カリグラフィ的要素を排除しているのが特徴。広告デザインなどに人気が高い書体の一つである。